# Robert Jenkins

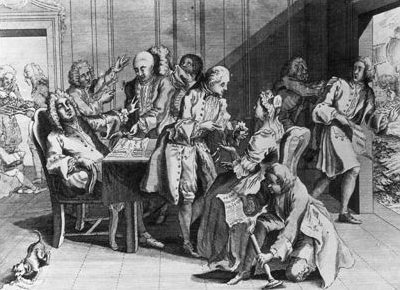
Dibujo satírico de 1738 que muestra al primer ministro Robert Walpole desmayándose cuando Jenkins le muestra su oreja cortada.

Robert Jenkins (†1745) fue un marino (Pirata) británico del siglo XVIII que ha pasado a la historia como protagonista del incidente que desató la llamada «guerra de la Oreja de Jenkins» (o guerra del Asiento) entre España y Gran Bretaña, en 1739, tras ser convenientemente magnificado por la prensa y oposición política de su país.

## Biografía
En 1731, mientras capitaneaba la nave contrabandista Rebecca en aguas caribeñas, Jenkins fue abordado por el guardacostas español La Isabela dirigido por Juan León Fandiño, quien le cortó una oreja como represalia al tiempo que le decía (según el propio Jenkins) «Ve y dile a tu rey que lo mismo le haré si a lo mismo se atreve». Al volver a Inglaterra, Jenkins presentó una queja al propio rey Jorge II de Gran Bretaña, proporcionando como prueba de la veracidad de su historia un informe que había sido firmado por el comandante en jefe británico en las Indias Occidentales. Al principio el caso no logró una gran repercusión, pero esto cambió en 1738, cuando Jenkins repitió su historia con todo lujo de dramáticos detalles ante un comité de la Cámara de los Comunes, a quienes llegó a enseñar lo que parecía ser la propia oreja amputada (más adelante se sugirió que Jenkins no había conservado su oreja consigo, sino que esta había sido colocada en una picota, probablemente para ser exhibida en el lugar del incidente como advertencia a otros contrabandistas).
A modo de indemnización, se le concedió el mando sobre un barco de la Compañía Británica de las Indias Orientales y más tarde se convirtió en supervisor de los asuntos de dicha compañía en la isla de Santa Helena. En 1741 viajó a este lugar para investigar las denuncias sobre corrupción que recaían sobre el gobernador de la isla, a quien relevó desde mayo de 1741 a marzo de 1742. Posteriormente reanudó su carrera naval, registrándose una acción contra un barco pirata con el fin de conservar el mando de su propia nave y otras tres más bajo su control.